# Distrito de Bambas
El distrito de Bambas es uno de los siete que conforman la provincia de Corongo en el departamento de Áncash, Perú. 

## Historia
El distrito fue creado mediante Ley del 5 de mayo de 1940, en el gobierno del presidente Manuel Prado Ugarteche.

## Toponimia
El nombre de Bambas procede del participio activo , en quechua, panpaq quien siembra trigo o cebada o centeno.

## Geografía
El distrito posee aproximadamente 500 habitantes y lo integran los poblados de Bambas (capital del distrito), Pillipampa, Huashgo y Covamires, La Limaña y mina lord. 
Presenta actividad turística gracias a los valles que muestra, así como el mirador natural de todo el callejón de Huaylas, el cual se encuentra a una altitud de aproximadamente 2 500 metros sobre el nivel del mar. Sus habitantes se dedican principalmente a la agricultura y la ganadería. Además en el distrito se halla una mina de oro en proceso de exploración.
El pueblo de Bambas es famoso por ser el lugar de nacimiento del artista Ernesto Sánchez Fajardo, conocido  como "el Jilguero del Huascarán". Su casa, ubicada en la Plaza de Armas, es lugar de visitas turísticas, al igual que su monumento, el cual se encuentra en la Plaza de Armas del Distrito y otro en el distrito de Independencia en Huaraz.

## Autoridades

### Municipales
- 2019 - 2022[1]
  - Alcalde: Eliana Margot Soto Paz.
- 2015 - 2018[1]
  - Alcalde: Justo Edgar Nuñovero Fajardo, del Movimiento Independiente Regional Río Santa Caudaloso.
- 2011 - 2014[2]
  - Alcalde: Manuel Cirilo Paz Sánchez, del Movimiento Regional Independiente Cuenta Conmigo (CC).
- 2007 - 2010
  - Alcalde: Enrique Soto Fajardo.

## Bambino destacado
- Jilguero del Huascarán